# Хенераль-Бельграно (департамент, Ла-Риоха)
Департамент Хенераль-Бельграно  (исп. Departamento de General Belgrano) — департамент в Аргентине в составе провинции Ла-Риоха.
Территория — 2556 км². Население — 7370 человек. Плотность населения — 2,90 чел./км².
Административный центр — Ольта.

## География
Департамент расположен на востоке провинции Ла-Риоха.
Департамент граничит:
- на севере — с департаментом Чамикаль
- на востоке — с провинцией Кордова
- на юге — с департаментом Хенераль-Окампо
- на юго-западе — с департаментом Хенераль-Хуан-Факундо-Кирога
- на западе — с департаментом Хенераль-Анхель-В.Пеньялоса

## Важнейшие населенные пункты[2]
| № | Населённый пункт | Населённый пункт (исп.) | Категория | Население чел. (2010) | На карте                        |
| - | ---------------- | ----------------------- | --------- | --------------------- | ------------------------------- |
| 1 | Ольта            | Olta                    | город     | 4547                  | 30°37′49″ ю. ш. 66°15′54″ з. д. |
| 2 | Чаньяр           | Chañar                  | поселок   | 903                   | 30°32′32″ ю. ш. 65°57′22″ з. д. |
| 3 | Лома-Бланка      | Loma Blanca             | поселок   | 731                   | 30°38′30″ ю. ш. 66°14′23″ з. д. |
| 4 | Кастро-Баррос    | Castro Barros           | поселок   | 116                   | 30°34′46″ ю. ш. 65°43′35″ з. д. |